# 1094

## Události
- Jindřich Burgundský se žení s dcerou kastilského krále Alfonse VI. a dostává španělské koruně podřízené hrabství Portucale
- El Cid dobyl Valencii

## Narození
- ? – Svatý Malachiáš, irský arcibiskup v Armaghské diecézi († 2. listopadu 1148)
- ? – Abd al-Mu’min bin Alí, kalif, zakladatel berberské říše (Almohadská říše) († 1164)

## Úmrtí
- 12. listopadu – Duncan II. Skotský, král Skotska (Alby), syn Malcolma III. (* před 1060)
- Haakon Magnusson, norský král v letech 1093–4 (* 1068/69)

## Hlava státu
- České knížectví – Břetislav II.
- Svatá říše římská – Jindřich IV.
- Papež – Urban II.
- Anglické království – Vilém II. Ryšavý
- Francouzské království – Filip I.
- Polské knížectví – Vladislav I. Herman
- Uherské království – Ladislav I.
- Byzantská říše – Alexios I. Komnenos